# Invasions françaises du Portugal
Cet article aborde plus particulièrement les événements concernant le Portugal durant la guerre d'Espagne
Guerre d’Espagne (Empire)
Les grandes invasions napoléoniennes de la péninsule Ibérique désignent une serie d'invasions et d'opérations militaires menées par le Premier Empire au Portugal et en Espagne entre 1807 et 1813 dans le cadre de ce que l'historiographie française appelle traditionnellement la « Guerre d'Espagne ». Ces invasions donnent lieu à ce que l'on nomme la « Guerre d'indépendance espagnole » (Guerra de la Independencia Española) en Espagne, et à ce que l'on appelle la « Guerre péninsulaire » (Guerra Peninsular) au Portugal.
Dans les deux pays, les opérations militaires sont à la fois clairement distinctes du fait des jeux d'alliances opposés, des commandements séparés et de l'existence de gouvernements différents, mais aussi étroitement imbriquées du fait de la continuité territoriale de la Péninsule, de la synchronicité des soulèvements populaires et surtout de la présence à partir de 1807 d'un ennemi commun. Conflit fondateur pour le XIXe siècle portugais, cet épisode majeur de l'histoire du Portugal englobe des batailles et des mouvements de troupes déterminants pour expliquer la chute de l'Empire français, et par contrecoup l'indépendance des Indes de Castille et du Brésil portugais.
La « guerre péninsulaire » portugaise est sensiblement différente dans ses dynamiques et dans sa chronologie de la guerre d'indépendance espagnole. Elle trouve son origine dans les évènements de la Révolution française, qui donnent lieu à la Première Coalition, puis dans la constitution de deux blocs antagonistes, l'un autour de la vieille alliance du Portugal avec l'Angleterre, l'autre autour de l'alliance franco-espagnole scellée par le traité de San Ildefonso (1796). Pendant la « guerre péninsulaire » (1801-1813), le Portugal doit affronter en premier lieu les troupes de l'Espagne, qui opère un retournement d'alliance et s'unit à la France en 1795. Cette première confrontation est connue sous le nom de guerre des Oranges (1801). Puis il doit faire face aux trois grandes invasions françaises décidées par Napoléon Ier, en 1807, 1809 et 1810-1811.
Le processus menant à la guerre dans la péninsule Ibérique commence à la fin du XVIIIe siècle. La Révolution française et l'avènement de Napoléon Bonaparte en France bouleversent l'histoire de l'Europe provoquant l'union des monarchies du continent contre les idées nouvelles venues de Paris. Horrifiés par l'exécution de Louis XVI (21 janvier 1793), dès le mois de mars 1793, les Portugais s'allient militairement à l'Espagne et à l'Angleterre et rejoignent les États de la Première Coalition (1792-1797). La guerre du Roussillon (7 mars 1793-22 juillet 1795), durant lequel le Portugal se bat aux côtés de l'Espagne et du Royaume-Uni pour récupérer une partie de la Catalogne, se solde par un échec pour les coalisés, qui sont forcés de signer le traité de Bâle, duquel Lisbonne est exclue. Si le Portugal de Marie Ire tente par la suite de rester neutre afin de préserver ses affaires commerciales, sa vieille alliance avec l'Angleterre finit par le contraindre à prendre position dans le conflit opposant la France et l'Angleterre, notamment par rapport à la question du blocus continental, auquel il refuse de se soumettre. En représailles, le pays subit une série d'invasions espagnole et françaises entre 1801 et 1814, invasions qui ont un impact considérable sur l'histoire du pays et de son empire.
Après avoir repoussé à trois reprises les Français menés par Junot, Masséna et Soult, les armées anglo-portugaises dirigées par Wellesley au Portugal passent en Espagne en 1813, et poursuivent leur avancée jusqu'en France en 1814, avec la campagne de France, qui aboutit à la première abdication de Napoléon Ier et à la chute du Premier Empire.

## Antécédents: la vieille alliance luso-britannique et le Pacte de famille franco-espagnol
L'Espagne et le Portugal appartiennent depuis le début du XVIIIe siècle à des blocs géopolitiques antagonistes. Les Portugais sont, depuis le XIVe siècle, alliés aux Anglais dans le cadre de l'alliance anglo-portugaise, tandis que les Espagnols sont, depuis l'arrivée des Bourbons sur le trône d'Espagne en 1715, alliés aux Français dans le cadre du Pacte de famille.

## Le Portugal et la Révolution française (1793-1795)

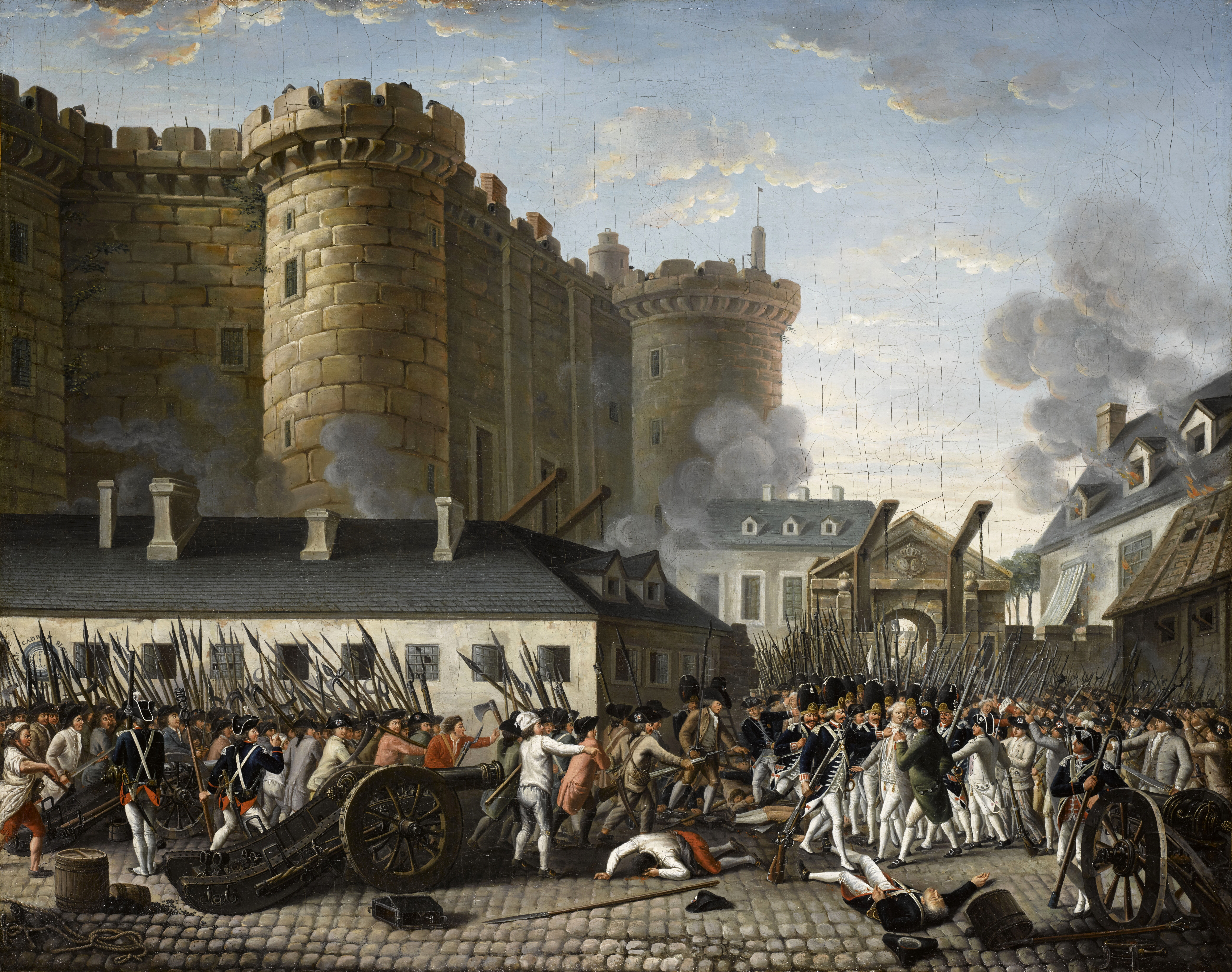
La prise de la Bastille, le 14 juillet 1789.

Malgré la présence d'éléments progressistes anciens au Portugal, la Révolution française constitue un choc pour la Couronne et la société portugaises, très attachées à l'idée d'ordre, d'absolutisme royal et surtout à la religion catholique. À partir de la prise de la Bastille et de l'abolition des privilèges le 4 août 1789, les dirigeants portugais menacés dans leurs privilèges parlent avec mépris des afrancesados, les « francisés », pour désigner les élites portugaises partisanes du mouvement révolutionnaire initié en France. Dans les temps qui suivent, la monarchie réagit pour lutter contre le danger que représente la propagation des idées de la Révolution : contrôle accentué par la police politique, censure, blocage aux frontières des ouvrages des philosophes français, persécution de Français, etc., tandis que le petit peuple, l'arraia, qui vit dans une situation de pauvreté et d’illettrisme, reste à l'écart de la politique et trouve dans l'émigration vers l'Empire un levier pour s'élever socialement.
L'exécution de Louis XVI en 1793 radicalise encore les positions. Tout au long des années 1790, les dirigeants portugais, absolutistes, restent des ennemis déterminés des révolutionnaires français, opposés à toute idée de changement politique radical contraire à leurs intérêts. 

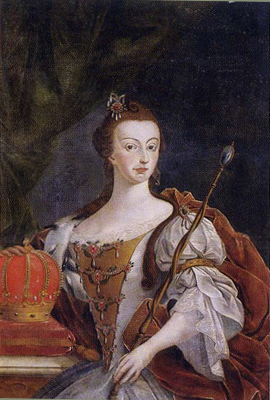
La reine Marie Ire de Portugal (1734-1816), sous le règne de laquelle commence la guerre péninsulaire portugaise contre la France.

Déterminé à lutter contre toute velléité de révolution intérieure, et fidèle à la vieille Alliance anglo-portugaise, l’État portugais décide de prendre part au conflit qui oppose l'Europe à la France. Indignés par l'exécution de Louis XVI (21 janvier 1793), dès le mois de mars 1793, les dirigeants portugais s'allient militairement à l'Espagne et à l'Angleterre, et s'associent à la Première Coalition (1792-1797). L'union des monarchies coalisées contre la France révolutionnaire prend forme pendant la guerre du Roussillon (7 mars 1793-22 juillet 1795) durant laquelle le Portugal joint ses forces à ses partenaires pour récupérer une partie de la Catalogne et sécuriser le canal de la Manche. L'alliance est confirmée par le traité de Madrid le 15 juillet 1793, et le traité de Londres le 26 septembre 1793.
D'un point de vue diplomatique et militaire, l'engagement du Portugal est complexe. Tout en maintenant une neutralité de façade vis-à-vis de la France, le Prince Régent portugais Jean VI de Portugal signe le 15 juillet 1793 une convention avec l'Espagne, qui définit les modalités pratiques de son engagement. Le pays s'engage à soutenir l'armée espagnole en Catalogne avec une division renforcée composée de 6 régiments d'infanterie, correspondant au quart de toute l'infanterie portugaise de l'époque, et avec des pièces d'artillerie. Parallèlement, sur mer, le Portugal s'engage à soutenir l'effort de guerre de la Royal Navy, qui mène alors des opérations mineures contre la marine française dans les eaux d'Europe du Nord, en Méditerranée et dans les Indes occidentales et orientales où les deux pays conservent leurs colonies.
Après trois mois de recrutement, de réorganisation des troupes et de préparation du matériel, le 18 septembre 1793, l'Armée auxiliaire portugaise part pour la Catalogne, où elle arrive le 9 novembre. Associés aux Espagnols, les 5 400 militaires portugais sont placés par le prince régent Jean VI sous le commandement du lieutenant-général d'origine écossaise John Forbes-Skellater (en), qui travaille avec le général espagnol Ricardos jusqu'au 13 mars 1794, puis avec le général Pedro Agustín Girón, et enfin avec le comte de la Union. Dans le même temps, une escadre portugaise de six caraques, deux frégates et trois brigantins est envoyée dans le canal de la Manche à la demande du gouvernement britannique, afin d'aider le Royaume-Uni en guerre contre la France,. La division navale portugaise croise au large de l'Angleterre unie à celle de Lord Richard Howe. Parmi les officiers supérieurs portugais présents, on trouve alors le commandant Francisco de Paula Leite de Sousa, et surtout l'amiral Domingos Xavier de Lima (pt), à bord de la puissante caraque Vasco de Gama,.

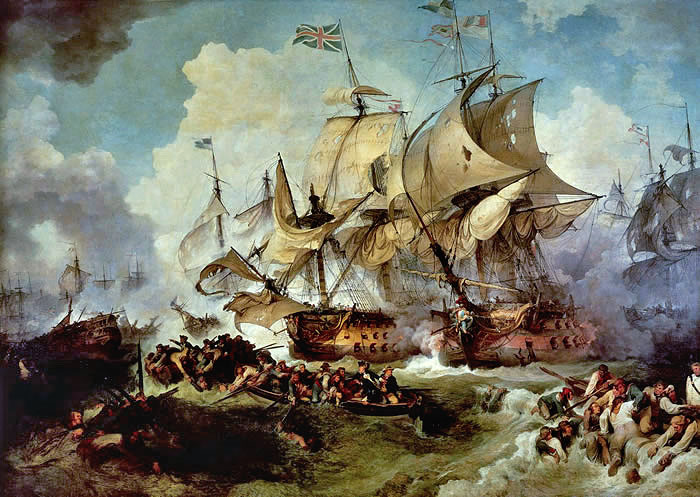
Lord Howe lors de la bataille du 13 prairial an II, Philippe-Jacques de Loutherbourg (1795).

Sur mer, les opérations tournent rapidement à l'avantage des Coalisés. Depuis 1792, la flotte britannique parasite la circulation des convois de commerce à destination de la France,. Pendant le siège de Toulon, les troupes britanniques, autrichiennes, espagnoles, piémontaises et françaises royalistes tenant la ville sont évacuées par la Royal Navy en prévision de la chute imminente de la place. En abandonnant la ville, le commodore William Sidney Smith détruit une grande partie de l'arsenal et des navires français ancrés à Toulon, portant un coup sévère à la marine française. Dans l'Atlantique, Anglais et Français se livrent à l'arraisonnement de navires de commerce et à des petites escarmouches pendant le printemps 1794. Puis à l'été, la flotte de la Manche britannique commandée par l'amiral Richard Howe inflige une sévère défaite tactique à la flotte française menée par le vice-amiral Louis Thomas Villaret de Joyeuse lors de la bataille du 13 prairial an II, du 28 mai au 1er juin 1794,,.

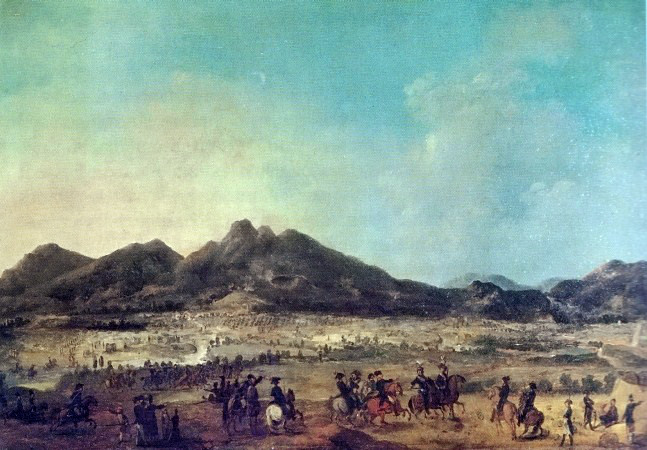
Bataille du Boulou, en mai 1794, pendant la guerre du Roussillon, entre les troupes luso-espagnoles et les troupes françaises.

Dans la péninsule Ibérique en revanche, la situation est toute autre. En dépit des succès initiaux des Hispano-Portugais, handicapée par le manque de moyens espagnols, privée du commandement de Ricardos et confrontée à une mobilisation massive en France, l'expédition se solde par l'échec de la Coalition face aux troupes françaises du général Dugommier et par la signature le 22 juillet 1795 par chef du gouvernement espagnol Manuel Godoy du traité de Bâle dont les Portugais sont exclus. La neutralité de façade et les tentatives de négociations n'y changent rien, le Portugal reste désormais la seule puissance ibérique en état de guerre face à la France révolutionnaire.
Dès lors, la France va exercer des représailles contre les intérêts commerciaux portugais. En effet, depuis les années 1770, profitant des problèmes que connaissent ses voisins européens, avec les révolutions américaine puis française, et le début des guerres napoléoniennes, le royaume connaît une période de prospérité grâce au commerce du sucre, du tabac et du coton. Et cette prospérité profite à son allié anglais. Animée par le désir de nuire aux intérêts britanniques, la France tente de rompre l'alliance anglo-portugaise et de faire fermer les ports portugais aux navires anglais en s'appuyant sur Madrid. Dès 1796, le Portugal est confronté à un nouvel ennemi, avec le retournement d'alliance de l'Espagne voisine, qui se rapproche de la France révolutionnaire (traité de San Ildefonso). Revenue à sa vieille alliance française, Madrid déclare la guerre à l'Angleterre. Deux grands blocs, issus du système d'alliance traditionnel européen, se font alors face : l'alliance anglo-portugaise, et l'alliance franco-espagnole.

## Les opérations navales anglo-portugaises dans la Méditerranée (1797-1800)

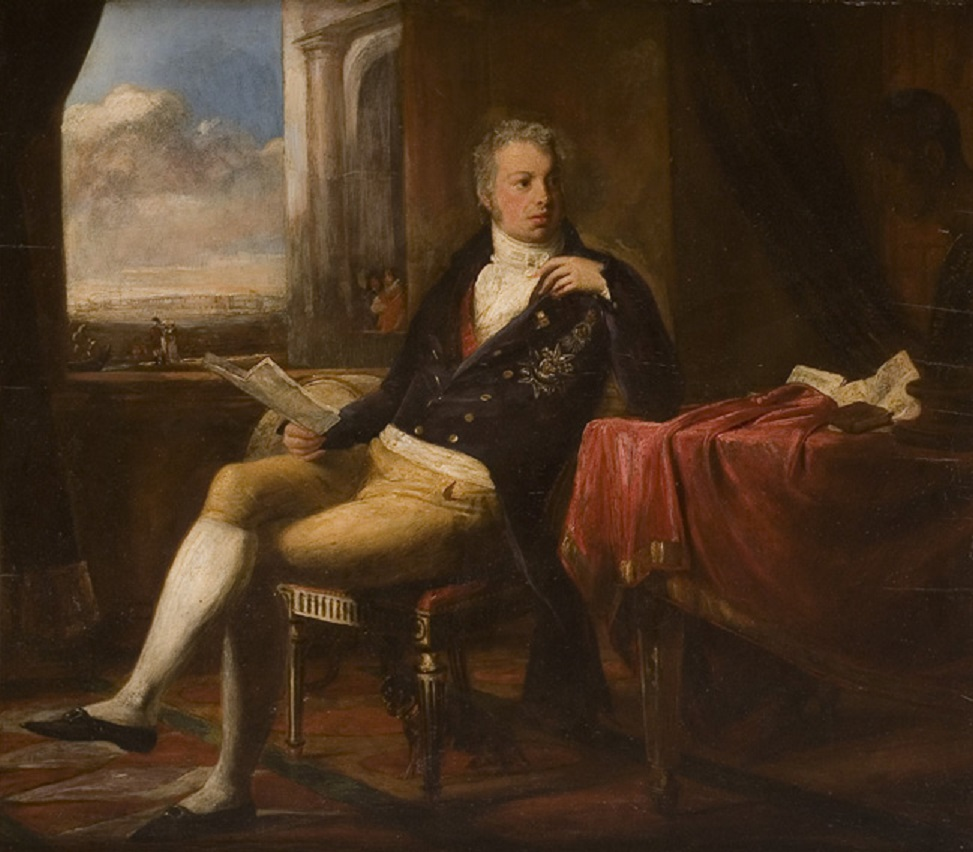
D. Domingos Xavier de Lima, 7e marquis de Niza (1765-1802), amiral et diplomate portugais, commandant de l'escadre portugaise dans la Méditerranée, musée de la Marine de Lisbonne.

En plus de soutenir militairement la flotte britannique, le Portugal sert de base-arrière aux navires anglais. Placé à un point de passage entre l'Atlantique Nord et la Méditerranée, le pays constitue un enjeu stratégique majeur. Au début de l'année 1797, l'amiral John Jervis appareille depuis Lisbonne avec une flotte de 10 navires afin d'intercepter une puissante flotte espagnole en route vers la France. Le 6 février, il arrive au large du cap Saint-Vincent, devant la province de l'Algarve, où il reçoit le renfort de 5 navires de l'amiral William Parker. Le 13, il est rejoint par la frégate Minerve d'Horatio Nelson. Le lendemain, le 14 février, à la bataille du cap Saint-Vincent, les quinze vaisseaux de ligne de Jervis, Parker, Nelson et Collingwood l'emportent sur les vingt-quatre navires de l'amiral espagnol Don José de Córdoba, qui sont forcés de battre en retraite vers Cadix, confirmant la supériorité britannique sur mer,. Tout au long des opérations, les Britanniques évoluent dans les eaux portugaises avec la bienveillance du gouvernement portugais et du prince régent Jean VI de Portugal. 

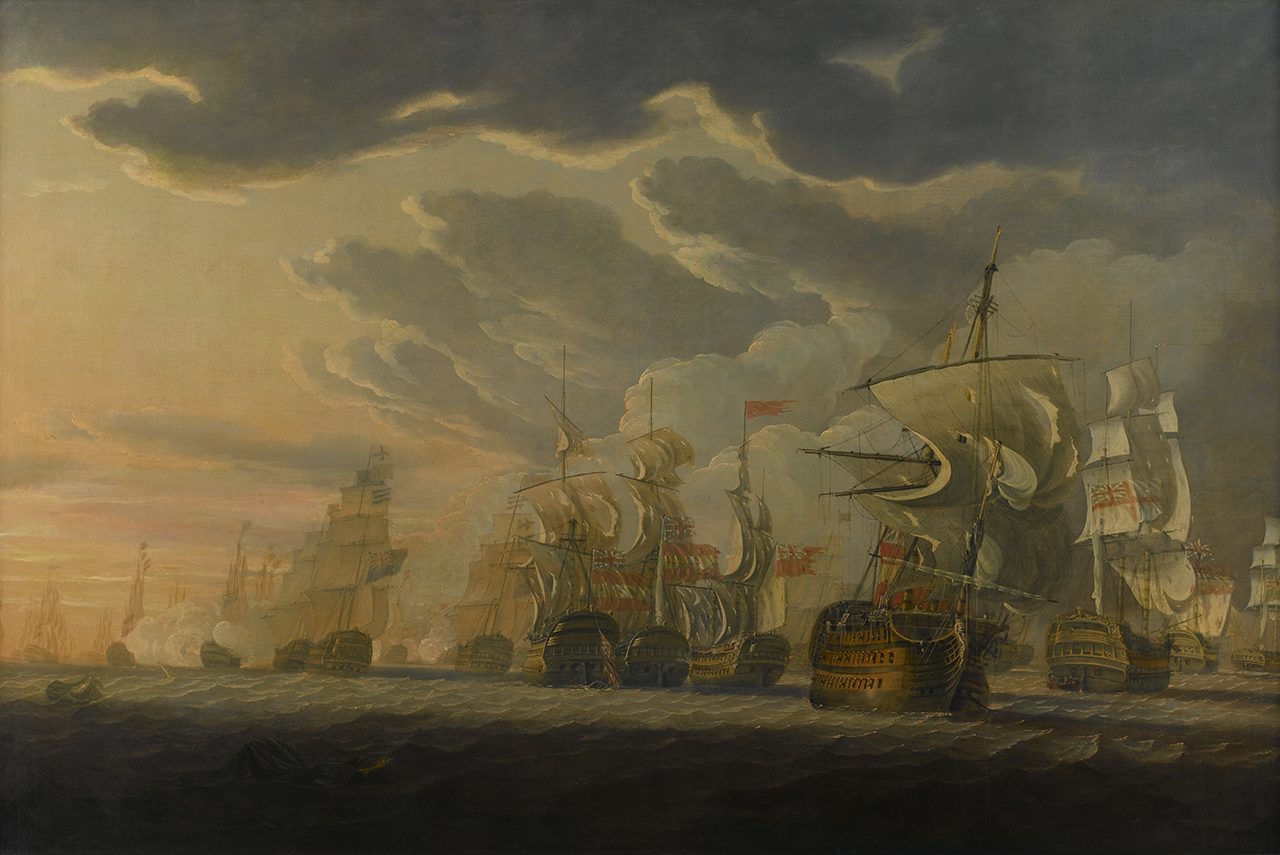
Bataille du cap Saint-Vincent, remportée en 1797 au large du Portugal par la flotte britannique partie de l'estuaire du Tage, par Robert Cleveley.

Par la suite, lorsque le Royaume-Uni renforce son escadre de la Méditerranée pour faire face à la campagne d’Égypte de Napoléon Bonaparte, les bâtiments anglais sont épaulés par une force navale portugaise de six navires commandée par Xavier de Lima, composée des caraques Príncipe Real, le puissant navire amiral (90 pièces d'artillerie), et Rainha de Portugal, auxquels se joignent les caraques Afonso de Albuquerque (64 pièces) et S. Sebastião (64 pièces), la frégate Benjamim (26 pièces) et le brigantin Falcão (24 pièces), qui part de Lisbonne le 5 mai 1798. À l'époque, la Grande-Bretagne demande avec insistance à son allié portugais de mettre à sa disposition des moyens navals pour l'aider dans ses actions militaires. Revenue à Lagos le 30 juin, l'escadre portugaise est renforcée avec le brûlot anglais Incendiary, et intègre deux officiers britanniques pour le service des transmissions entre les deux forces. Le même jour, l'amiral portugais Domingos Xavier de Lima (pt), qui se trouve en mer avec John Jervis, reçoit des instructions pour croiser dans le Détroit de Gibraltar et se joindre à la force de l'Amiral Nelson, avec lequel il doit partager le commandement de la flotte, en raison du nombre supérieur de bâtiments britanniques,.
Le 24 août 1798, les Portugais assistent la petite force navale britannique qui bloque le port d'Alexandrie après la bataille d'Aboukir. Le 15 septembre, Xavier de Lima reçoit l'ordre d'initier le blocus de Malte, alors en rébellion conte l'occupation française. En un mois, les Portugais capturent neuf navires ennemis et offrent un appui militaire et logistique aux insurgés, qui ne parviennent cependant pas à expulser les occupants. Les forces britanniques du capitaine Alexander Ball prennent le relais. La force navale portugaise fait alors sa jonction au large de Malte, avec les navires de Nelson, juste avant la reddition française. Le 15 novembre 1798, l'amiral Domingos Xavier de Lima reçoit l'ordre de débarquer à Livourne, afin de soutenir le roi de Naples Ferdinand IV qui marche sur Rome. Entretemps, les navires S. Sebastião, Benjamim et Balão, naviguent entre Gênes et Toulon pour parasiter le commerce et les communications avec ces ports,.
Sur terre, confronté aux revers et à la fuite du roi Ferdinand IV des Deux-Siciles face aux Français, Xavier de Lima pose le siège devant Naples. Il a des instructions claires pour ne pas laisser la flotte napolitaine tomber aux mains des Français, que ce soit en favorisant son évasion ou en la détruisant. Dans l'urgence de la situation, contraint par l'avancée des ennemis et l'afflux de réfugiés à bord (parmi lesquels se trouvent des cardinaux romains), il donne l'ordre d'incendier la flotte napolitaine. En avril 1799, l'amiral portugais planifie une mission diplomatique auprès des pirates berbères, afin de les amener du côté des alliés, et de les encourager à attaquer les embarcations françaises. Il envoie le navire portugais Afonso de Albuquerque, sous le commandement du chef de division britannique Donald Campbell, faire une démonstration de force a terme de laquelle il obtient le soutien désiré du bei de Tripoli,. Peu après, le commandant Pinto Guedes, chef d'état-major de la force portugaise, se rend à bord du brûlot anglais Stromboli auprès du bei de Tunis, afin que ses embarcations suspendent leurs attaques contre les navires britanniques,.

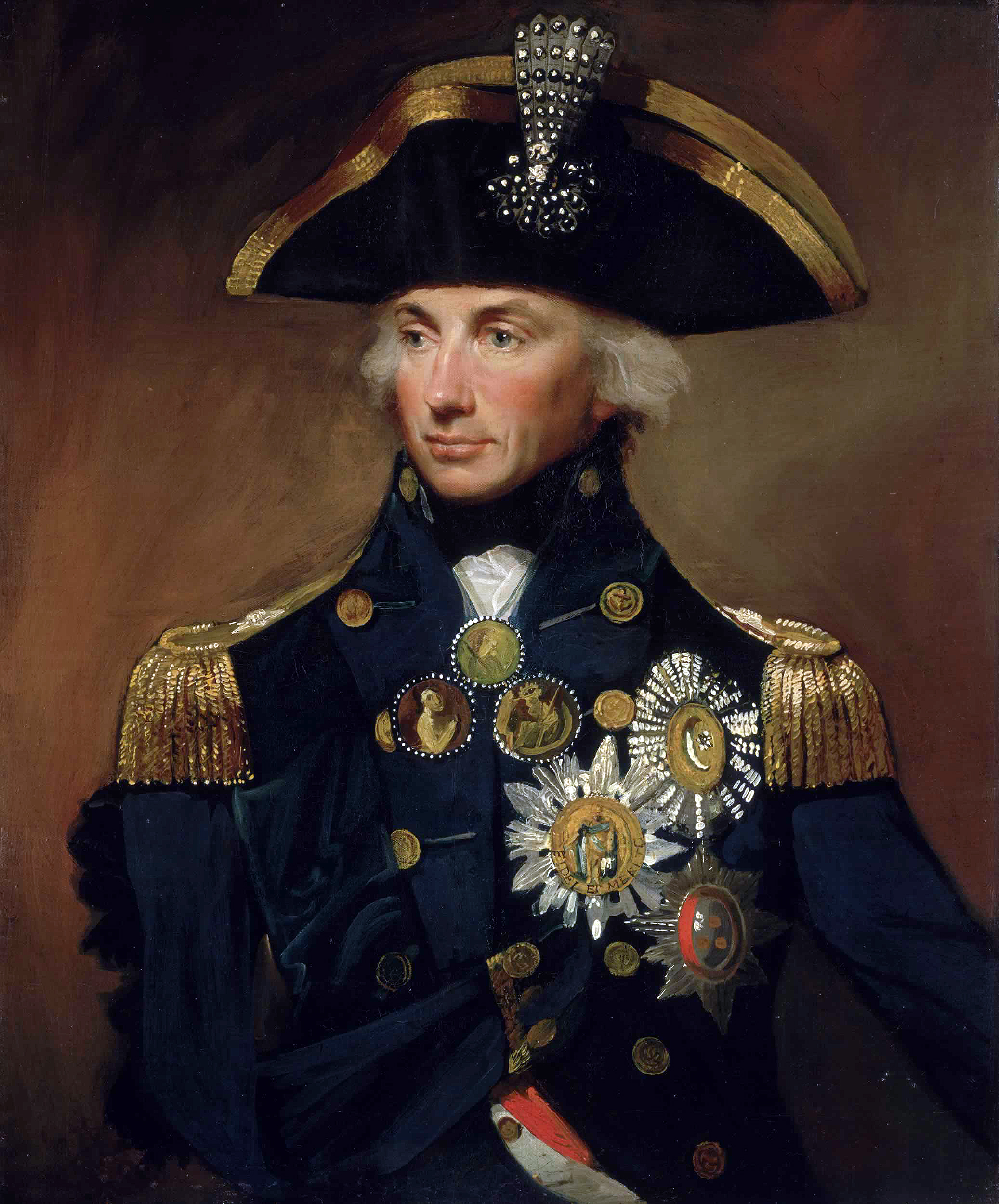
Horatio Nelson, 1er vicomte Nelson et amiral britannique, commandant de la flotte britannique dans la Méditerranée, par Lemuel Francis Abbott.

En mai 1799, les Portugais et les Anglais sont informés d'une possible attaque franco-espagnole sur Minorque, siège du commandement britannique dans la Méditerranée, puis sur la Sicile. Nelson réunit tous les navires alliés disponibles, qu'il répartit en deux divisions, l'une placée sous son propre commandement, l'autre sous le commandement de l'amiral Xavier de Lima. L'attaque franco-espagnole n'arrivant pas, l'escadre anglo-portugaise se rend en juin à Naples, pour appuyer les forces du Cardinal Ruffo qui essaye de prendre la ville. Des contingents de même dimension de la Real Marinha et de la Royal Navy prennent part aux opérations, qui passent par la prise de Capoue et de Gaeta,.
Le 25 août, une force combinée anglo-portugaise reprend le Blocus de Malte sous le commandement du seul Xavier de Lima. Mais le 9 octobre 1799, coupant court aux opérations, le Brigantin Gaivota do Mar amène des ordres du ministre de la marine portugais exigeant le retour de la force portugaise au Portugal. Les hommes de Xavier de Lima attendent jusqu'au 13 décembre afin que les Britanniques prennent la relève. Les forces du capitaine Alexander Ball poursuivent seules le blocus et mènent l'opération à son terme, en expulsant les Français le 5 septembre 1800,.
Avant de partir, l'amiral portugais reçoit une carte de remerciements du congrès de Malte, et une mention d'estime de la reine de Naples Marie-Caroline d'Autriche. Les navires portugais se dirigent vers Trieste, où ils trouvent un convoi d'approvisionnement avec des vivres et de l'argent pour l'escadre en janvier 1800. Le 12 février, ils engagent le voyage de Trieste vers le Portugal, où ils arrivent à la fin du mois d'avril. De retour au pays, l'amiral Xavier de Lima reçoit la reconnaissance officielle de la Couronne britannique, et le prince régent Jean VI de Portugal le remercie par lettre royale le 6 juin 1800,. Dans les mois qui suivent, le soutien du gouvernement portugais et l'ouverture des ports portugais à la marine anglaise constituent les points de litige majeurs entre le royaume de Portugal, le Premier Empire et le royaume d'Espagne,. La pression sur Lisbonne ne cesse d'augmenter. Des projets d'invasion sont envisagés. La France fait pression sur l'Espagne pour qu'elle attaque son voisin. Les deux pays finissent par signer en secret un nouveau traité de San Ildefonso (1800) à l'issue duquel l'Espagne déclare la guerre au Portugal.

## Premier ultimatum et guerre des Oranges (1801)
Le 29 janvier 1801, l'Espagne adresse avec le soutien de la France un ultimatum au Portugal, exigeant l'abandon de l'alliance anglaise, des concessions territoriales et la révision des frontières. Alors que Lisbonne s'efforce de gagner du temps, l’Espagne envahit le Portugal le 20 mai 1801, déclenchant la guerre des Oranges. Au terme d'une campagne militaire de quelques jours, les troupes de Madrid prennent le contrôle du Haut Alentejo jusqu'à la place forte d'Elvas, sur laquelle elles butent, mais elles échouent au Brésil, où les troupes coloniales portugaises contre-attaquent et prennent des positions espagnoles. Mis en difficulté sur son propre territoire, le Portugal envahi accepte de signer une paix de compromis avec l'Espagne victorieuse avant que les troupes du général Leclerc n'arrivent en renfort des Espagnols.
Avec le traité de Badajoz (6 juin 1801), les ports portugais sont fermés aux navires britanniques. Le Portugal recouvre l'ensemble des villes conquises, à l'exception d'Olivenza ainsi que des territoires situés sur la marge orientale du Guadiana restés aux mains des Espagnols. La contrebande est interdite dans cette zone, et le Portugal forcé de payer des indemnités de guerre.
Le traité est ratifié par le prince régent Jean VI le 14 juin et par le roi Charles IV d'Espagne le 21 juin. Mais, trouvant que l'accord n'est pas suffisamment dur, Napoléon interfère et le rejette. Un nouveau traité signé  à Madrid le 29 septembre 1801, plus sévère pour le Portugal, permet à Lisbonne d'éviter, pour quelque temps, une nouvelle violation de territoire, et de préparer une réponse adaptée aux agressions franco-espagnoles. Officiellement, le Portugal accepte l'entrée des draps français, et s'engage à payer une indemnité de guerre de vingt-cinq millions de francs. En réalité, l'exécution des clauses traîne en longueur, le Portugal ne souhaitant pas rompre son alliance politique et commerciale avec les Anglais.

## Nouvel ultimatum et guerre contre la France (1807)
Avec la signature le 25 mars 1802 du traité d'Amiens instaurant la paix entre la France et le Royaume-Uni, les relations entre la France et le Portugal semblent redevenir normales. Dans les mois qui suivent, les ambassadeurs français successifs, Jean Lannes et Jean-Andoche Junot, s'efforcent par voie diplomatique de rapprocher le Portugal des intérêts français. Alors qu'il est ministre plénipotentiaire, Lannes notamment tente de créer au Portugal un parti favorable aux idées françaises. Mais il se heurte aux diplomates portugais et britanniques.

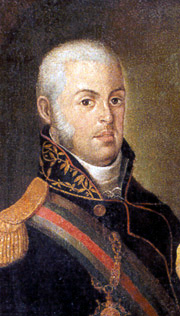
Le prince régent Jean VI de Portugal.

Les choses se compliquent à nouveau avec la rupture de la paix d'Amiens le 18 mai 1803 et le blocus anglais des côtes françaises. Avec la reprise du conflit franco-britannique, les grands blocs d'alliance se recréent. En deux ans, le Royaume-Uni s'empare des colonies françaises, détruit la quasi-totalité de la flotte française à Trafalgar et s'assure la maîtrise des océans. De son côté, conservant sa supériorité sur le continent, et déterminé à faire plier son adversaire, Napoléon exige à nouveau la fermeture des ports portugais aux Anglais sous peine de représailles. Il réclame également la somme de 16 millions de francs à la Couronne portugaise sous peine d'envahir le pays. Le nouvel ambassadeur, Junot est chargé de veiller en 1805 à l'application des exigences françaises. Si le prince régent Jean VI accepte en apparence, il fait traîner les pourparlers, entame d'interminables négociations et s'efforce de conserver son empire colonial, mettant en avant la ruine que provoquerait une rupture brutale avec l'Angleterre et la famine qu'entraînerait la fin des importations du blé brésilien.
Pendant quelque temps, Napoléon envisage d'envahir les îles britanniques. Mais le 29 août 1805, confrontée à la formation de la Troisième Coalition, l'immense armée des côtes de l’Océan qui devait mener à bien ce projet prend le nom de Grande Armée et part entreprendre la campagne d'Allemagne. Déplaçant alors le combat contre les Britanniques sur le domaine financier et commercial, Napoléon répond au blocus maritime de la France proclamé le 16 mai 1806 par le décret de Berlin du 21 novembre 1806 qui instaure le blocus continental. À la fin 1806, le décret est appliqué en France, dans les royaumes alliés et les pays occupés, à savoir l'Italie, l'Espagne, la Toscane, Rome, Naples, le royaume de Hollande, la Haute et la Basse-Allemagne, ainsi que le Danemark. Le but du blocus est de couper le Royaume-Uni des autres pays européens afin d'étouffer son économie. Mais Napoléon sait que son dispositif ne peut réussir que si l'ensemble du continent le respecte. Or à l'époque la Prusse, la Russie, la Suède, la Sicile et le Portugal continuent à faire du commerce avec le Royaume-Uni.
Dès 1806, la France met le Portugal au pied du mur. Le prince régent Jean VI est sommé d'adhérer au blocus, faute de quoi la France envahit son pays. Le souverain portugais est confronté à un dilemme. Ses forces armées sont éparpillées aux quatre coins du monde. Avec les troupes dont il dispose en métropole, il n'est pas sûr d'être en mesure de faire face à une attaque frontale de l'Empire français en Europe. Mais en même temps, l'alliance avec la France et l'adhésion au blocus signifieraient pour le Portugal la rupture avec le Royaume-Uni, la fin du commerce avec ses colonies et la perte de son Empire, qui sont aussi inenvisageables. La situation donne lieu à d'interminables débats au Conseil d’État entre le « parti français » (partido francês) et le « parti anglais » (partido inglês).

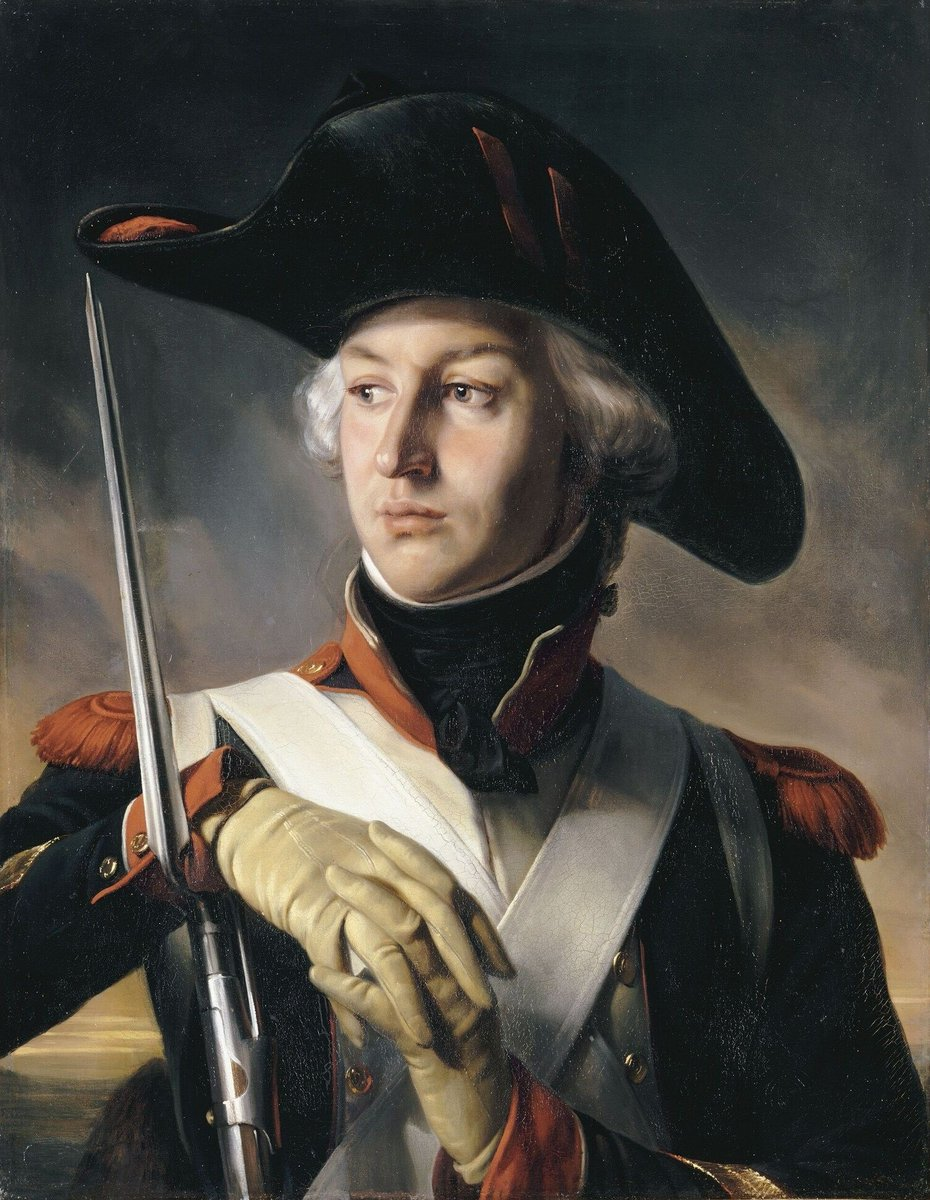
Le général Jean-Andoche Junot.

Face à la menace qui se précise, la famille royale portugaise décide de reprendre le vieux projet de transfert de la cour portugaise vers le Brésil. Le passage de l'autre côté de l'Atlantique, proposé dès 1803 par le conseiller D. Rodrigo de Sousa Coutinho, permettrait à la monarchie portugaise de conserver ses intérêts et de se mettre à l'abri. À l'époque, le Brésil est centre de gravité de l'Empire portugais. Son immense territoire constitue une « Nouvelle Frontière » pour le pays. Ses richesses fournissent ses principales rentrées d'argent à l’État portugais. Enfin, bien installées, nombreuses, et parfaitement au fait du territoire américain, les armées coloniales et les milices portugaises du Brésil ont déjà fait leurs preuves à plusieurs reprises. Elles ont notamment mis fin à l'établissement de Nouvelle-Hollande dirigé par Maurice de Nassau (1654), envoyé des expéditions reprendre l'Angola aux Néerlandais (1648), expulsé les Français de l'archipel Fernando de Noronha (1737), maté une série de révoltes intérieures au début du XVIIIe siècle (1707-1720), battu les Amérindiens pendant la guerre Guaranítica (1750-1756), écrasé la conjuration Mineira (1789), contenu les prétentions espagnoles dans le sud du territoire et étendu le territoire du Rio Grande do Sul pendant la guerre des Oranges (1801). Réformées sur ordre du marquis de Pombal (1750-1777) par le comte Schaumburg-Lippe, les armées portugaises du Brésil sont organisées suivant les critères européens les plus modernes. Elles disposent de casernes, de maisons d'armes, de fortifications, d'hôpitaux, et la garnison de Rio de Janeiro leur sert d'école de formation pour les territoires du Sud. Décidé définitivement entre août et octobre 1807, le transfert de la cour vers le Brésil en cas d'agression française est planifié et préparé en secret en accord avec l'Angleterre.
Entretemps, en juillet 1807, le Traité de Tilsit qui met fin à la Quatrième Coalition ouvre un nouveau chapitre de la guerre européenne. Débarrassé du danger prussien et russe, dès le mois d'août, Napoléon concentre ses troupes à Bayonne afin d'envahir le Portugal. Comme en 1801, des représentants de la France et de l'Espagne sont chargés de faire pression sur Lisbonne en remettant un ultimatum au prince régent portugais Jean VI avec de nouvelles revendications. Les alliés franco-espagnols exigent :
- la participation du Portugal au blocus continental que la France a décrété en mai 1806 contre l'Angleterre ;
- la fermeture de tous les ports portugais à la navigation britannique ;
- que le Portugal déclare formellement la guerre aux Anglais ;
- la confiscation de tous les biens britanniques au Portugal ;
- l'emprisonnement de tous les ressortissants anglais présents sur le sol portugais.

Alors que le prince régent s'efforce de gagner du temps en simulant sa soumission à la France et en envisageant même de déclarer fictivement la guerre à l'Angleterre (avec la complicité des Britanniques), et que Napoléon tente d'obtenir l'autorisation de traverser le territoire espagnol, le 5 septembre 1807, le général Junot finalise les préparatifs des troupes constituant l'Armée d'Espagne chargée d'envahir le Portugal. Le 27 octobre 1807, Napoléon obtient le droit de passage de ses troupes par l'Espagne avec la signature du traité de Fontainebleau. Véritable déclaration de guerre franco-espagnole au Portugal, le traité contient un projet de démembrement du territoire portugais en trois nouvelles unités politiques :
- la Lusitanie Septentrionale, constituée du territoire compris entre le Minho et le Douro, qui serait gouvernée par le souverain de l'ancien royaume d'Étrurie (Marie-Louise, fille de Charles IV d'Espagne) en échange de la Toscane rattachée à la France ;
- l'Algarve, correspondant à la région située au sud du Tage, qui serait gouverné par Manuel de Godoy, premier ministre de Charles IV, qui porterait alors le titre de roi ;
- le reste du Portugal, c'est-à-dire le territoire situé entre le Douro et le Tage, région stratégique par le nombre de ses ports, qui serait administré directement par la France en attendant[40].

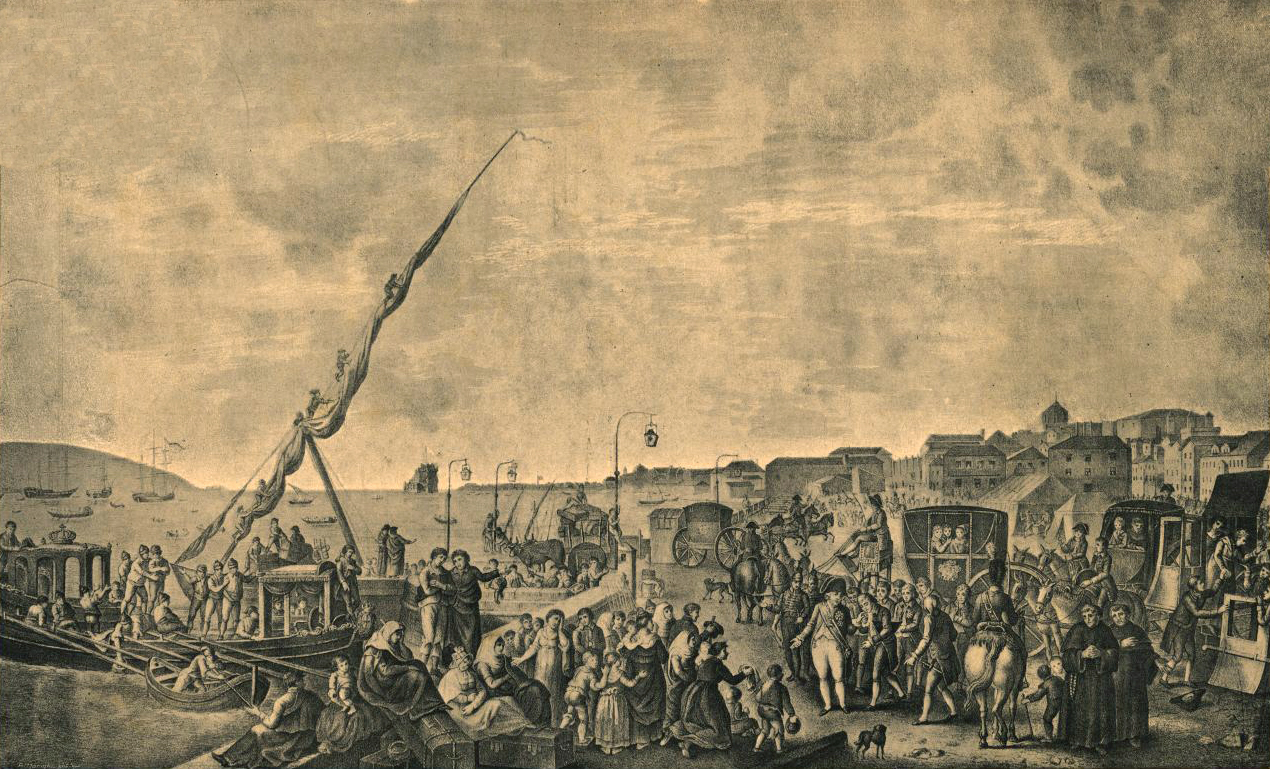
La famille royale de Portugal se préparant à partir pour le Brésil.

Ne voulant laisser aucun doute à l'Espagne sur ses intentions à propos du traité de Fontainebleau, Napoléon ordonne l'invasion immédiate du Portugal. Le 18 octobre 1807, le général Junot passe la frontière franco-espagnole à la tête d'une armée de 25 000 hommes. Après avoir parcouru près de 500 km en vingt-cinq jours, les troupes françaises arrivent devant la frontière portugaise le 20 novembre 1807, et pénètrent dans le pays. Conformément aux ordres du prince régent, les Portugais n'opposent aucune résistance. Le pays est déclaré ouvert et le peuple a l'ordre de bien recevoir les envahisseurs. Cependant, les Français évoluent dans un territoire hostile, dans des conditions très rudes. La traversée des régions montagneuses de Beira, les pluies torrentielles, la rareté des vivres, l'état des routes laissent de nombreux militaires sur le chemin. Les troupes de Junot sont forcées d'abandonner des pièces d'artillerie et des chevaux au fil de leur avancée. La moitié de l'infanterie se trouve hors des routes, se reposant ou volant les quelques villages traversés.
Pendant que les troupes françaises peinent à traverser le pays, le prince-régent Jean VI achève les préparatifs du transfert de la cour vers le Brésil. Le 26 novembre, afin de gouverner le royaume en son absence, il met en place un Conseil de Régence de huit membres, dirigé par le marquis d'Abrantes (Conselho de Regência). Alors que les Français poursuivent leur route à marche forcée vers Lisbonne, commettant exactions et pillages, le 29 novembre, une immense escadre portugaise de seize navires embarquant 15 000 personnes, la famille royale, les membres de la cour, des figures de la noblesse, de la bourgeoisie, l'administration royale, les hauts fonctionnaires et un nombre considérable d'officiers portugais quitte le Portugal pour le Brésil. Le prince régent et sa suite emportent les collections d'art de la couronne, les archives d'État, le trésor royal, et même l'argenterie des églises et la Bibliothèque Royale,,. Le lendemain à 9 h du matin, Junot arrive dans la capitale portugaise désertée avec ses 25 000 hommes. Tout ce qui constitue le cœur de l’État portugais vient de lui échapper et est en route pour le continent américain. Face à lui, un détachement de cavalerie portugais ayant reçu l'ordre de ne pas résister et de bien l’accueillir se rend immédiatement et se met à son service.
Juste après l'arrivée de la cour au Brésil, le gouvernement portugais déclare officiellement la guerre à la France et lance une attaque contre la Guyane française. Au Portugal même, très vite, la politique maladroite de Junot et le comportement brutal des troupes françaises provoquent une première émeute à Lisbonne en décembre 1807, des foyers de rébellion un peu partout dans le pays, des crispations dans plusieurs villes en mars-avril 1808, une première tentative de révolte en coordination avec l'escadre de l'amiral anglais Cotton au printemps, puis un soulèvement généralisé de la population en juin. Premier pas de Napoléon dans sa tentative pour dominer toute la péninsule Ibérique, la première invasion du Portugal marque le début de ce que les Français nomment la « guerre d'Espagne » (1807–1813), qui correspond à la guerre péninsulaire au Portugal, et la guerre d'indépendance espagnole en Espagne.

## Première invasion napoléonienne du Portugal (1807-1808)
Voir Révolte d'Olhão, Bataille d'Évora, Bataille de Roliça, Bataille de Vimeiro

## Deuxième invasion napoléonienne du Portugal (1809)
Voir Bataille du défilé de Verín, Prise de Chaves, bataille de Braga, Première et seconde Bataille de Porto, Défense du pont d'Amarante et Seconde bataille de Porto

## Troisième invasion napoléonienne et libération du Portugal (1810-1811)
Voir Bataille de Buçaco, Siège d'Almeida (1810), Lignes de Torres Vedras, Bataille de Redinha, Bataille de Sabugal, blocus d'Almeida, bataille de la Nive

## Passage de l'armée anglo-portugaise en Espagne et début de la campagne de France (1811-1814)

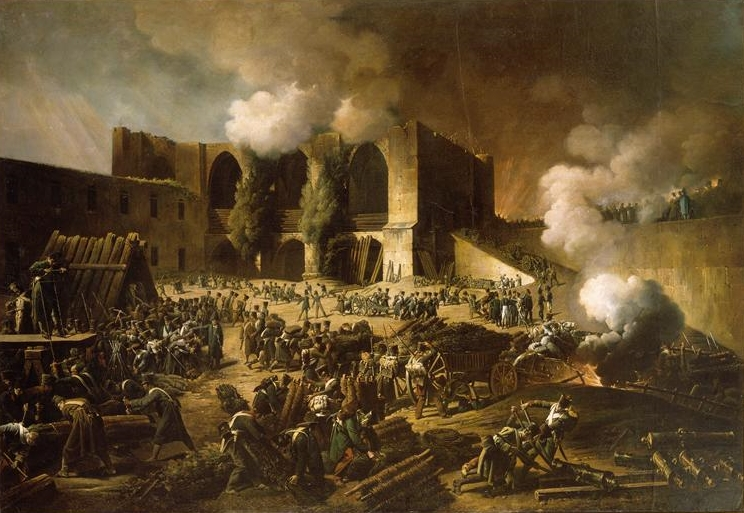
Siège anglo-portugais de Burgos par François Joseph Heim, 1813.

Ayant libéré le Portugal pour la troisième fois, Wellesley peut à présent envisager la possibilité d'assumer une attitude offensive. L'échec cuisant des généraux français au Portugal dû à leur méconnaissance du terrain (très difficile), au manque d'informations, à une politique de la terre brûlée terriblement efficace et au génie tactique de l'état-major britannique a considérablement affaibli les forces du Premier Empire. Napoléon est par ailleurs mis en difficulté sur son front oriental après la campagne de Russie. De son côté, Wellesley dispose à présent d'une base-arrière sécurisée au Portugal, de troupes portugaises et anglaises nombreuses, entraînées et bien dotées en artillerie. Après l'écrasante victoire à la bataille de Sabugal, qu'il considère comme l'une des plus glorieuses actions jamais menées par les troupes britanniques, et le blocus victorieux d'Almeida, le général anglais lance ses troupes anglo-portugaises à la poursuite des Français qui se retirent en Espagne.
Après avoir pris le contrôle des villes d'Almeida et de Ciudad Rodrigo qui contrôlent les routes de Salamanca et de Valladolid puis, au sud, des villes d'Elvas et de Badajoz qui contrôlent la route de Talavera et de Madrid, Wellington fait la jonction en 1813 avec les armées espagnoles, qu'il prend également sous son commandement, et poursuit les armées de Soult jusqu'en France. L'entrée de l'armée anglo-hispano-portugaise de Wellesley sur le territoire français ouvre le front des Pyrénées et lance le début de la campagne de France, qui se solde par la défaite de la France, aboutit à la première abdication de Napoléon et à la chute du Premier Empire.
Voir Bataille de Fuentes de Oñoro, bataille d'Albuera, Siège de Ciudad Rodrigo (1812), Bataille des Arapiles, Siège de Burgos (1812), bataille de Vitoria, Bataille de Sorauren, bataille de la Nivelle, Combat d'Orthez, Bataille de Toulouse.

## L'occupation de la Guyane française par les armées portugaises du Brésil (1809-1817)
Dans les semaines qui suivent l'arrivée de la cour portugaise à Rio de Janeiro, en représailles contre l'invasion du Portugal par l'armée française de Junot, les armées portugaises du Brésil, épaulées par le navire britannique HMS Confiance (1808), lancent des attaques terrestres et maritimes contre la Guyane française.

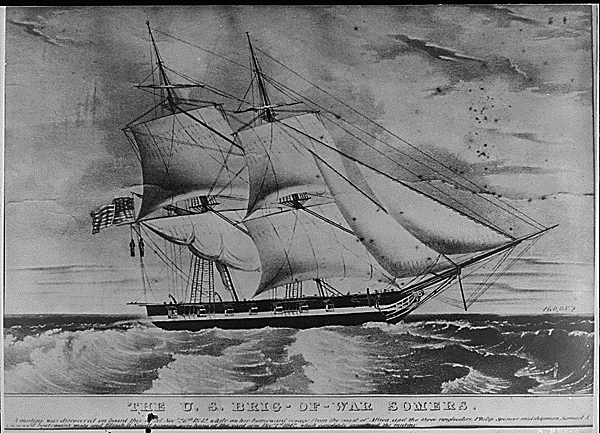
Un brick du début du XIXe siècle, similaire aux bâtiments portugais de la Marine coloniale du Brésil.

Sur terre, les Portugais disposent d'un corps de sept cents soldats de l'Armée coloniale du Brésil venus du Pará, commandés par le lieutenant-général Manuel Marques. Sur mer, ils disposent de 550 soldats réguliers de l'infanterie navale de la Marine coloniale du Brésil. Ils alignent en outre une flotte conséquente, bien équipée en artillerie, avec le brick Voador (dix-huit pièces d'artillerie) commandé par José Antônio Salgado, le brick Infante D. Pedro (dix-huit pièces d'artillerie) commandé par Luís da Cunha Moreira, la goélette General Magalhães (douze pièces d'artillerie) et les navires-cúteres Vingança et Leão, commandés par le lieutenant Manuel Luís de Melo. Les bâtiments portugais sont soutenus par une escadre de la Royal Navy commandée par James Lucas Yeo, chef des forces navales, à bord de la frégate Confiance (vingt-six pièces d'artillerie), envoyée depuis Rio de Janeiro. Les fusilleurs-marins portugais embarqués dans les navires sont placés sous le commandement de Luís da Cunha Moreira. En face, les défenseurs français, affaiblis par des années de blocus, n'alignent que quatre cents hommes d'infanterie régulière, aidés par huit cents miliciens non-fiables, constitués en partie de populations noires affranchies du territoire.
En dépit des puissantes fortifications de Cayenne, la résistance française est inconsistante, et le territoire tombe aux mains des Portugais en quelques semaines. Les premiers combats ont lieu le 15 décembre. Les Portugais commencent par appréhender deux embarcations françaises. Quelques semaines plus tard, les troupes portugaises et anglaises s'attaquent aux principales fortifications françaises du fleuve Maroni. Le 6 janvier 1809, les Portugais conquièrent le fort Diamant. Le 7, ils prennent le fort Dégrad des Cannes. Le 8, ils capturent le fort Trió, tous situés sur l'île de Cayenne. Les troupes portugaises posent alors le siège devant Cayenne, dont le gouverneur Victor Hugues se rend sans résistance le 12 janvier 1809, signant la reddition à Bourda. Après la démission de Hugues, qui repart vers la France, la Guyane est administrée par João Severiano Maciel da Costa, futur marquis de Queluz, sous la désignation de Colônia de Caiena e Guiana. En échange de fournitures et de moyens de transports, les Anglais promettent aux Portugais de reconnaître leur souveraineté sur le territoire. Parmi les exactions commises par les Portugais, l'occupation aboutit notamment au pillage du complexe agricole royal français articulé autour de La Gabriele (le jardin botanique de Cayenne) et au transfert des plantes précieuses qu'il abritait à Rio de Janeiro et dans d'autres régions du Brésil.
Dès la défaite de Napoléon en 1814, Louis XVIII réclame la rétrocession de la Guyane aux Portugais. Mais le prince régent Jean VI refuse la demande française, et la question est débattue au congrès de Vienne l'année suivante. Pendant les négociations, la France accepte de reculer les frontières de sa colonie jusqu'à la ligne proposée par le gouvernement portugais, fixant la frontière actuelle entre les deux territoires. Le 21 novembre 1817, conformément au Traité de Vienne, les Portugais quittent Cayenne, avec la signature d'une convention entre la France et le Nouveau Royaume-Uni du Portugal, du Brésil et des Algarves. Le gouverneur portugais João Severiano remet les rênes de la colonie au comte Carra de Saint-Cyr, général de Louis XVIII.

## Les conséquences des invasions françaises du Portugal
Les trois invasions françaises du Portugal entreprises dans le cadre de la « guerre d'Espagne (1807-1813) » constituent un épisode majeur des guerres napoléoniennes. Comme le reconnaît Napoléon lui-même dans son Mémorial de Sainte-Hélène, ces guerres lointaines fragilisent terriblement la France à l'époque en mobilisant jusqu'à 300 000 soldats et mettent un frein à la politique expansionniste du Premier Empire. A contrario, elles permettent à l'Angleterre d'affirmer son hégémonie. C'est sous le commandement du même Arthur Wellesley, nommé duc de Wellington que la Grande-Bretagne remporte par la suite la bataille de Waterloo.
En mettant fin au règne de Charles IV de Bourbon, Napoléon ouvre les portes qui conduisent à l'indépendance de l'Amérique espagnole dans les années qui suivent. L'exil de la famille royale portugaise au Brésil et la proclamation du Royaume-Uni de Portugal, du Brésil et des Algarves, dont la capitale est à Rio de Janeiro, ouvre également la voie à l'indépendance de l'Amérique portugaise : arrivé en Amérique, le Prince Régent décide d'ouvrir les ports brésiliens aux nations amies, de mettre fin au monopole portugais, favorisant à la fois les intérêts des Portugais du Brésil et de l'Angleterre.
L'occupation de la Guyane par l'armée portugaise du Brésil de 1809 à 1817 contribue à tracer la frontière actuelle entre la région française de Guyane et le Brésil.

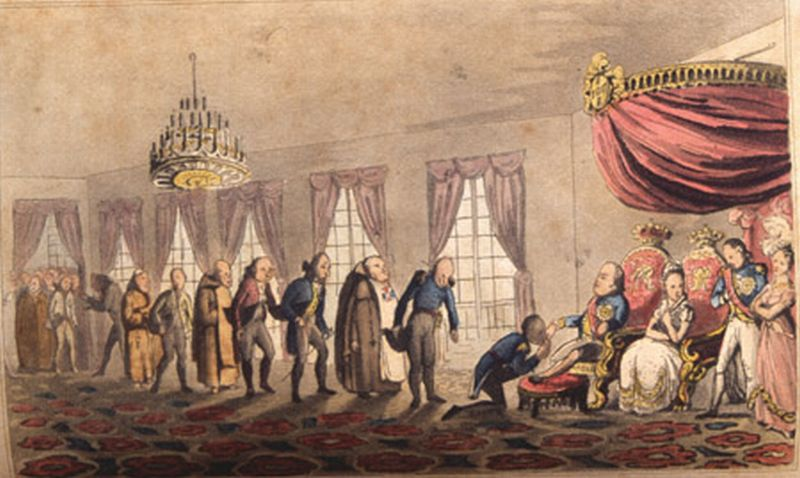
La cour portugaise de Jean, à Rio de Janeiro. Gravure d'un officier britannique aux initiales A.P.D.G., 1826.

À la suite de la victoire anglo-portugaise et du congrès de Vienne, le roi Jean VI de Portugal décide de rester au Brésil, qui a été élevé au rang de royaume, et confie l'administration du Portugal au maréchal du Portugal, le généralissime Beresford. En remerciement pour son action à la tête des armées anglo-portugaises, le souverain portugais accorde à Arthur Wellesley les titres nobiliaires de comte de Vimeiro, de marquis de Torres Vedras, et surtout de Duc de la Victoire, seul titre ducal portugais concédé à un étranger. De son côté, adulé par la population portugaise, Beresford reçoit en récompense les titres de duc d'Elvas et de marquis de Campo-Maior.
L'alliance entre le Portugal et le Royaume-Uni est alors à son apogée. Mais elle n'est acceptée par les Portugais que dans un contexte d'équilibre entre les deux puissances. La crise économique et institutionnelle qui mine le pays depuis le début de les invasions françaises s'aggrave avec la permanence de la cour portugaise au Brésil et la fin du monopole commercial du Portugal sur sa colonie américaine. Sept ans après le congrès de Vienne, exaspérés par les excès de l'administration anglaise et l'absence de leur souverain, les Portugais se soulèvent en 1820-1822, expulsent définitivement Beresford et exigent le retour de Jean VI et sa famille à Lisbonne, avec un retour du « royaume du Brésil » au statut de colonie. La tentative maladroite des Cortes de Lisbonne pour reprendre le contrôle de la colonie américaine précipite la proclamation de son indépendance par le prince héritier Pierre d'Alcântara en 1822-1825. Couronné empereur sous le nom de Pierre Ier, celui-ci fonde l'empire du Brésil alors même que son père est en butte aux troubles politiques au Portugal.
Ouvrant une crise politique majeure, les évènements du début des années 1820 donnent du poids aux idées libérales s'enracinant dans les Lumières portugaises des XVIIe et XVIIIe siècles, et conduisent à la guerre civile portugaise. Malgré le retour du roi Jean VI à Lisbonne, l'opposition violente entre absolutistes et libéraux va largement retarder le développement du pays, déchiré par des guerres intestines jusqu'aux années 1850.

## Liste des batailles et combats menés par les Portugais et par l'armée anglo-portugaise

### 1808

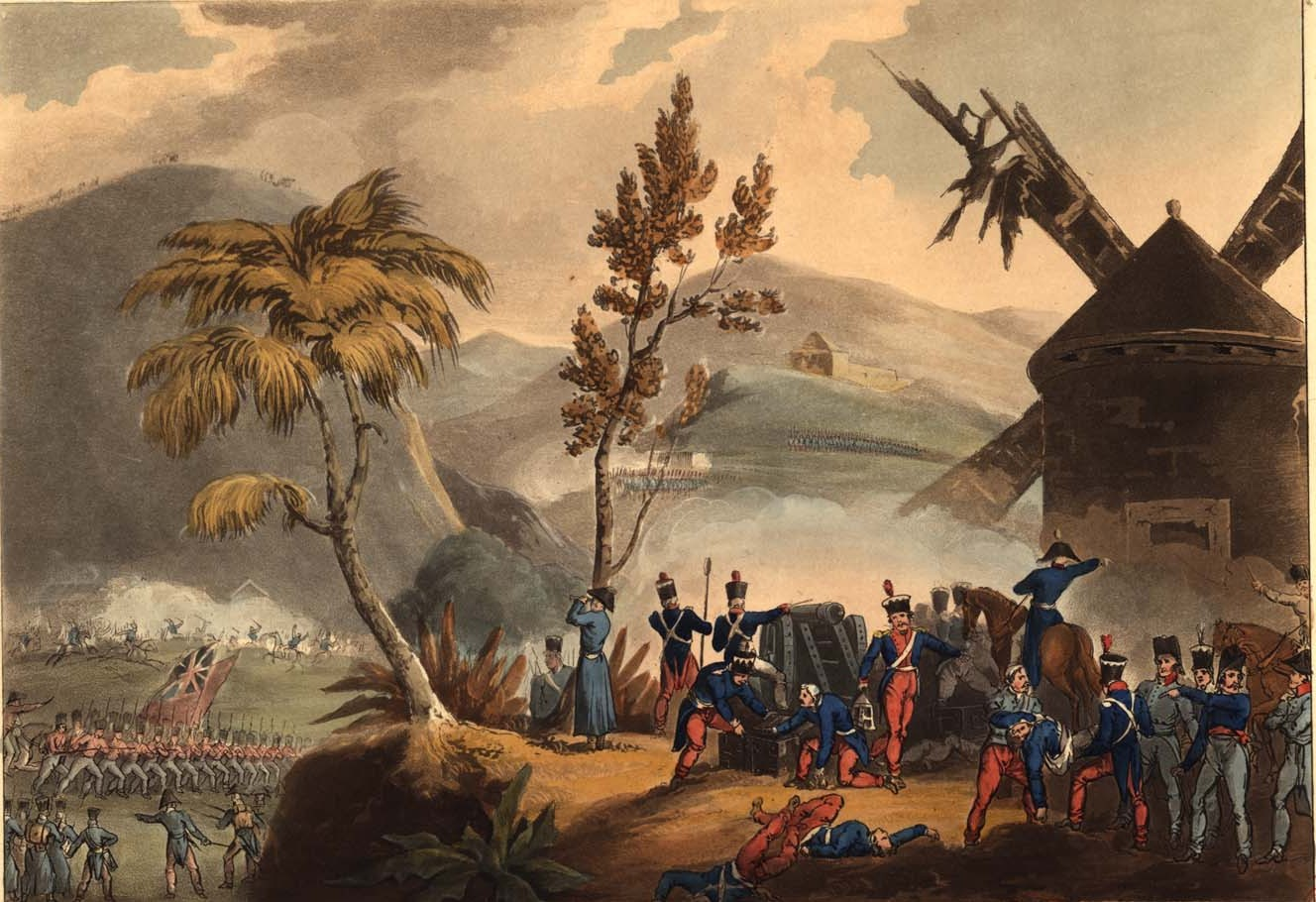
La Bataille de Roliça.

- 12 juin-23 juin : Révolte d'Olhão (victoire portugaise)
  - 16 juin : prise des forts d'Olhão
  - 17 juin : arrivée des armes fournies par Ayamonte
  - 18 juin : victoire d'Olhão
  - 19 juin : libération de Faro
  - 23 juin : retrait français de l'Algarve
- 27 juin : siège du fort de Santa Catarina (pt) de Figueira da Foz (victoire portugaise)
- Fin juin : refondation et réforme de l'armée portugaise par le lieutenant-général Bernardim Freire de Andrade et le gouverneur Miguel Pereira Forjaz
- Juillet : sièges des forts de Nazaré et Peniche par le Bataillon Académique (pt) de Coimbra (victoire portugaise)[47]
- 29 juillet : bataille d'Évora (victoire française, lourde défaite hispano-portugaise)
- 10 août 1810 : création d'une première armée anglo-portugaise, avec la jonction à Leiria de l'armée britannique de Wellesley et du Détachement portugais du lieutenant-colonel Nicholas Trant, détaché de l'armée portugaise du général Bernardim Freire de Andrade
- 17 août : bataille de Roliça (première bataille menée sous le commandement suprême d'Arthur Wellesley, victoire anglo-portugaise)
- 21 août : bataille de Vimeiro (victoire décisive anglo-portugaise, fin de la première invasion)

### 1809

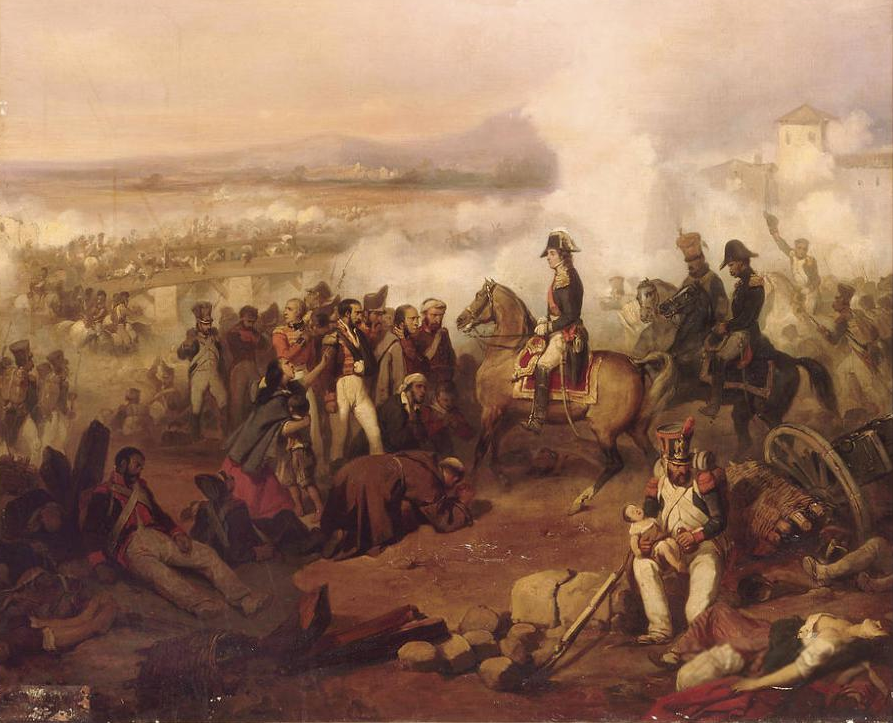
Bataille de Porto, du 27 au 29 mars 1809.

- 7 mars 1809 : le prince régent Jean VI de Portugal nomme l'officier anglais William Carr Beresford généralissime et maréchal de l'armée du Portugal[48]
- 7 mars : bataille du défilé de Verín (victoire française, retraite portugaise)
- 10 mars : bataille de Feces de Abaxo, en Galice (victoire française, retraite portugaise)
- 10 mars : prise de Chaves (victoire française)
- 15 mars : William Carr Beresford assume le commandement de l'armée portugaise[48], qu'il réforme et modernise en vue de l'adapter rapidement au service de campagne de l'armée britannique.
- 18 mars-20 mars : bataille de Braga (victoire française, lourde défaite portugaise)
- 29 mars : première bataille de Porto (victoire française)[49]
- 18 avril-2 mai : défense du pont d'Amarante (victoire militaire française, triomphe stratégique portugais)
- 29 avril 1809 : le prince régent Jean VI de Portugal nomme Arthur Wellesley maréchal général et autorité suprême de l'armée du Portugal[48]. Devenu également commandant en chef de toutes les forces britanniques au Portugal à la mort de Moore en janvier 1809, celui-ci prend alors le commandement unifié des armées portugaise et britannique
- 12 mai : seconde bataille de Porto (victoire anglo-portugaise, retraite française)

### 1810

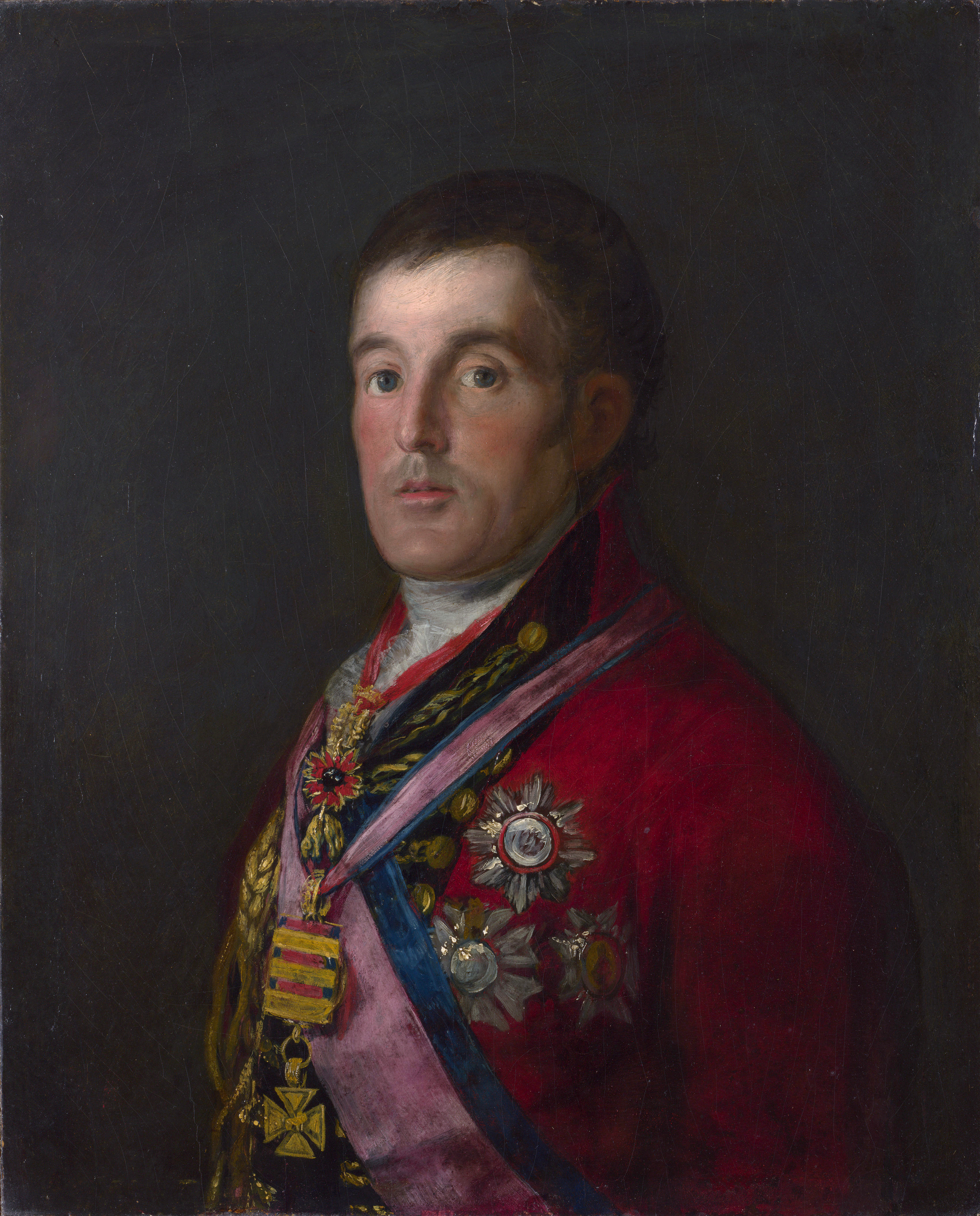
Le commandant en chef de l'armée britannique et maréchal général de l'armée portugaise Arthur Wellesley de Wellington par Francisco Goya.

- 25 juillet - 27 août : siège d'Almeida (Victoire française)
- 27 septembre : bataille de Buçaco (victoire anglo-portugaise)
- Octobre : arrêt des Français devant les lignes de Torres Vedras (victoire anglo-portugaise)

### 1811
- 12 mars : bataille de Redinha (victoire française mineure)
- 3 avril : bataille de Sabugal (victoire anglo-portugaise)
- 5 mai : bataille de Fuentes de Oñoro (première bataille menée par les troupes anglo-portugaises en territoire espagnol, issue indécise)
- 16 mai : bataille d'Albuera (victoire anglo-hispano-portugaise du maréchal de Portugal William Carr Beresford)

### 1812

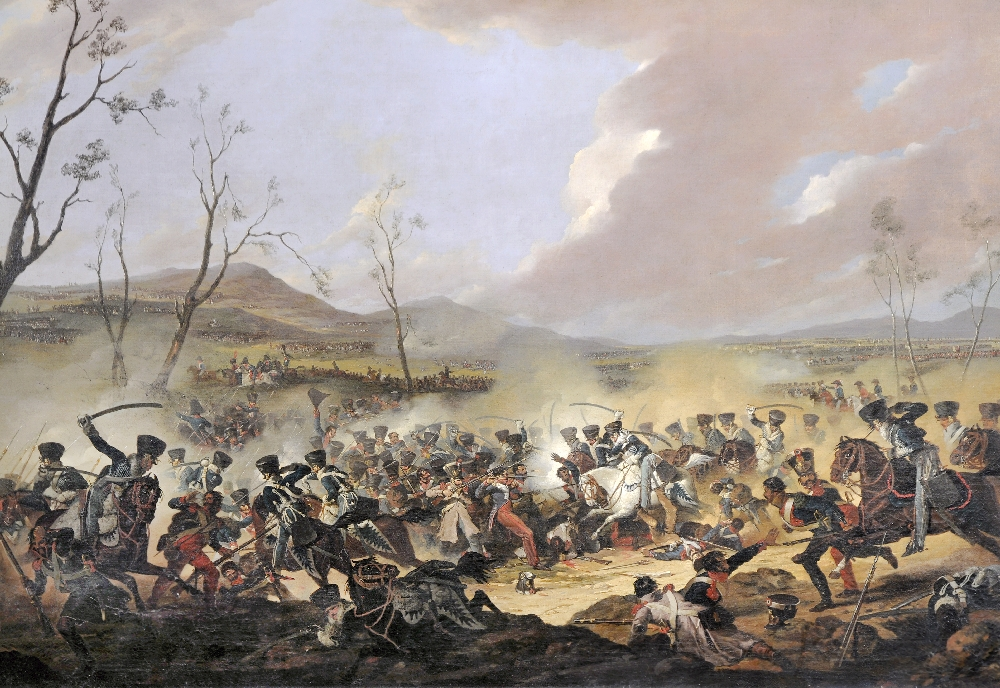
Bataille d'Orthez, menée par les armées anglo-portugaises sur le sol français.

- 8-19 janvier : Siège de Ciudad Rodrigo (1812) (victoire anglo-portugaise)
- 16 mars-6 avril : Siège de Badajoz (victoire anglo-portugaise)
- 22 juillet : Bataille des Arapiles (ou Bataille de Salamanque) (les troupes Anglo-Portugaises font leur jonction avec une première division espagnole, victoire des troupes Anglo-Portugaises qui intègrent la division espagnole de Carlos de España)
- 18 septembre-22 octobre : Siège de Burgos (1812) (victoire française, les Anglo-Portugais lèvent le siège)

### 1813
- 21 juin : bataille de Vitoria (Joseph Ier et le maréchal Jourdan) contre les armées anglo-hispano-portugaises de Wellington
- 28 juillet-1er août : Bataille de Sorauren (victoire anglo-hispano-portugaise.)
- 10 novembre : bataille de la Nivelle (victoire anglo-hispano-portugaises)
- 10 décembre : combat de Bassussarry (maréchal Jean-de-Dieu Soult) contre les Anglo-Hispano-Portugais
- 9-12 décembre : bataille de la Nive (victoire hispano-anglo-portugaise)

### 1814
- 27 février : combat d'Orthez (maréchal Soult) contre les Anglo-Portugais
- 2 mars : bataille d'Aire-sur-l'Adour
- 12 mars : combat d’Urella (maréchal Soult) contre les Anglo-Hispano-Portugais
- 19 mars : bataille de Vic-de-Bigorre
- 20 mars : bataille de Tarbes
- 10 avril : bataille de Toulouse (maréchal Soult) contre les Anglo-Hispano-Portugais